# ママドゥ・ドゥンビア
ママドゥ・ドゥンビア （Mamadou Doumbia、1965年1月12日 - ）は、マリ共和国のギタリスト、作曲家、編曲家、コラ奏者。

## 人物
マリ共和国クリコロ生まれ。学生時代からバンド活動を始める。当初は高校教師志望で、大学に進学して英語を専攻していたが、音楽活動が軌道に乗ってきたために、3年目にドロップアウト。
1982年、マリの国営バンドレール・バンドのリード・ギタリストとして抜擢されると、同バンドのリード・シンガーサリフ・ケイタと意気投合。1984年にサリフ・ケイタがパリに拠点を移すと、その2年後の1986年に渡仏。サリフ・ケイタを始め、さまざまなミュージシャンのバックバンドを精力的に務める。
1990年にサリフ・ケイタのバックバンドの一員として初来日。ワールドミュージックブームと日本の音楽情報の流通形態に感銘を受け、翌1991年から日本に拠点に移す。
1993年にマンディンカを結成。翌1994年からアフリカの民族楽器コラを独学で習得し、それをバンドサウンドのひとつとして取り入れている。通常のコラは21弦だが、彼が使用しているコラは23弦である。マンディンカを始めとしてさまざまなバンド・ユニットの一員として数々のライブを行う一方で、バラエティ番組『ここがヘンだよ日本人』にレギュラー出演したり、コラを片手に講演活動するなど、多方面で精力的に活動している。
かつてはヤシの木のような独特のヘアスタイルが特徴的だったが、現在は坊主頭になっている。

## ディスコグラフィ
マンディンカに関してはマンディンカを参照。
- Mandinka Acoustic-Sobe（1994年） - インディーズ
- BIRDS （2000年5月24日） - 『ここがヘンだよ日本人』（TBS）エンディングテーマ（2000年4月 - 6月）